# Vesterby (Ødsted Sogn)
 For alternative betydninger, se Vesterby. (Se også artikler, som begynder med Vesterby)
Vesterby er en lille bebyggelse 1 km nordvest for Ødsted i Vejle Kommune. 
Bebyggelsen består af to huse, hvor af den ene i dag ikke er beboet, samt to gårde, hvoraf kun avlsbygningerne bruges på den ene. Den anden ejendom er Vesterbygård, som tidligere var en del af Annexgården til Egtved Præstegård. Denne blev købt til selveje i 1796. Gårdens stuehus blev bygget i 1855, og gårdens udlænger blev opført i 1991-1992 efter en brand. Vesterbys jorde strækker sig mod vest, på det flade plateau mod Vork Bakker, Vesterbyskov og Vejleådal.
|  | Denne artikel om lokaliteten Vesterby (Ødsted Sogn) kan blive bedre, hvis der indsættes et (bedre) billede. Du kan hjælpe ved at afsøge Wikimedia Commons for et passende billede eller lægge et op på Wikimedia Commons med en af de tilladte licenser og indsætte det i artiklen. |

55°39′40″N 9°23′02″Ø / 55.661165°N 9.383961°Ø